# Groot-Zimbabwe

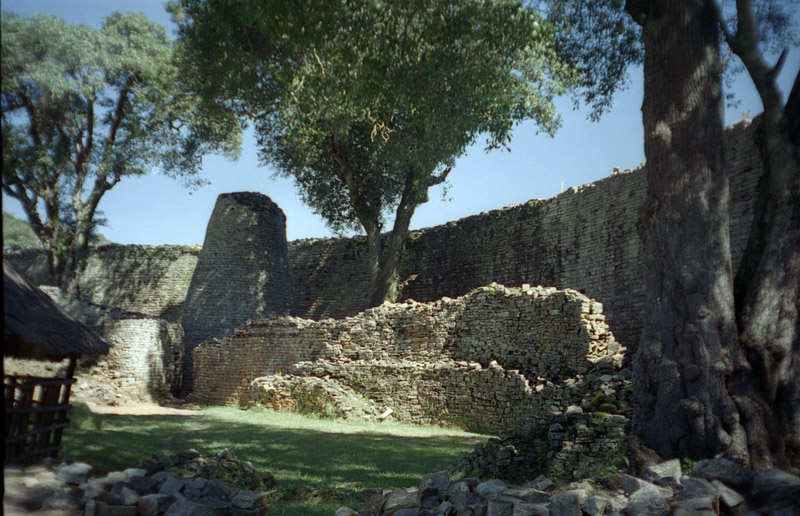
Het grootste raadsel van de Great Enclosure is de conische toren. Theorieën variëren van bewaarplaats voor waardevolle spullen tot graanopslagplaats

Groot-Zimbabwe (Engels: Great Zimbabwe) is de ruïne van een oude stad in Zimbabwe, die ooit de hoofdstad was van een rijk dat zich mogelijk uitstrekte over wat nu Zimbabwe en Mozambique is. Het staat op de Werelderfgoedlijst van UNESCO.

## Geschiedenis
De stad dateert van de periode tussen ca. 1400 en 1450 na Chr., en bood in zijn glorietijd misschien plaats aan ongeveer 18.000 inwoners, andere bronnen schatten 10.000. De ruïnes liggen verspreid over een groot gebied en zijn vooral geconcentreerd in drie centra, het heuvelcomplex, het valleicomplex en de beroemde grote omheining (Great Enclosure). Deze laatste is ca. 0,4 hectare groot en bevat meer dan 300 structuren.
De weinige aanwijzingen die zijn gevonden wijzen in de richting van een groot handelscentrum. In de bouwstijl zijn geen invloeden terug te vinden van andere culturen. Wel zijn er voorwerpen opgegraven die waarschijnlijk door handel met andere volkeren hier terecht zijn gekomen. Zo zijn Chinees porselein, aardewerk uit Perzië en kralen uit India gevonden.
Door goudhandel met de Swahili zou de stad zijn uitgegroeid tot een religieus en politiek centrum. Onduidelijk is waarom de stad is opgehouden te bestaan. Aangenomen wordt dat door de groeiende bevolking en aanhoudende droogte de mensen op zoek moesten gaan naar groenere gebieden.

## Plunderingen
Behalve de muren zelf is er weinig meer te vinden omdat het gebied in de negentiende eeuw uitvoerig is geplunderd door gelukzoekers en schatgravers. Zelfs de toeschrijving van de bouw aan een bepaalde stam of bevolkingsgroep (shona, zulu) is volstrekt onzeker. Vroege rapporten van (blanke) ontdekkingsreizigers (16e eeuw) gewagen van een stad die zo mooi is dat hij 'onmogelijk door de Afrikanen kan zijn gebouwd'. De stad is echter wel zo oud dat deze hypothese inmiddels allang is verworpen.

## De gebouwen
De ruïnes kunnen worden onderverdeeld in drie sectoren: het heuvelcomplex, het valleicomplex en de The Great Enclosure (Grote Insluiting).
Het heuvelcomplex is waarschijnlijk niet gebouwd als vesting, maar als koninklijke en religieuze gebouwen. Vermoedelijk waren er geen vastomlijnde plannen hoe de gebouwen er uit moesten zien. De bouwstijl is te omschrijven als organisch en in het terrein liggende rotsblokken zijn opgenomen in de gebouwen.
The Great Enclosure is een in ovale vorm gebouwde muur, ongeveer 225 meter in omtrek en 11 meter hoog. Op sommige plaatsen is de muur 5 meter dik. De muur is tegen de klok in gebouwd. Het begin van de muur is rommelig in elkaar gezet, maar naarmate de bouwers vorderden werd hun techniek beter en is de muur mooier afgewerkt. Net als bij het heuvelcomplex wordt aangenomen dat er niet echt een bouwplan was. De muur wordt op het eind steeds dikker en hoger. Er wordt van uitgegaan dat de Great Enclosure bedoeld was als woningcomplex voor de koning, zijn vrouw en de oudste vrouwen van de stam.
In de stad zijn een aantal stenen huizen te vinden. In het Shona wordt grote stenen huizen vertaald met dzimba dza mabwe, wat vermoedelijk de oorsprong is van de naam Zimbabwe.

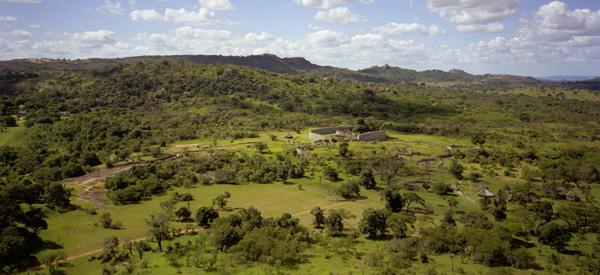
Overzicht van Groot-Zimbabwe, hierop is duidelijk de Great Enclosure te zien